# London Borough of Southwark
London Borough of Southwark är en kommun (borough) i centrala London. Southwark har cirka 312 000 invånare (2022) och bildades 1965 när Borough of Southwark, Borough of Camberwell och Borough of Bermondsey slogs ihop.
I Southwark finns viss industri, bland annat livsmedelsindustri.

## Distrikt
Distrikt som helt eller delvis ligger i Southwark.
- Bankside
- Bermondsey
- Camberwell
- Denmark Hill
- Dulwich
- East Dulwich
- Elephant and Castle
- Newington
- Nunhead
- Peckham
- Rotherhithe
- Surrey Quays
- Walworth